# Pseudoclimaciella stitzi
Pseudoclimaciella stitzi är en insektsart som beskrevs av Eduard Handschin 1960. Pseudoclimaciella stitzi ingår i släktet Pseudoclimaciella och familjen fångsländor. Inga underarter finns listade i Catalogue of Life.